# النظام الأساسي للأقاليم لسنة 1925
النظام الأساسي للأقاليم لسنة 1925 هي القاعدة التنظيمية للمفوضية الإقليمية [الإنجليزية] في إسبانيا التي أصدرتها ديكتاتورية بريمو دي ريفيرا بتاريخ 21 مارس 1925، بعد تخلي الديكتاتور ميغيل بريمو دي ريفيرا عن فكرة «الإقليمية المفيدة» وإحلال الإسبانية القوية محلها. وهكذا انحل كومنولث كاتالونيا فعليا بعد الموافقة على النظام الأساسي للأقاليم حيث تضاءلت صلاحياته منذ الموافقة على قانون البلديات لسنة 1924. من ناحية أخرى وبما أن الانتخابات المزمعة لم تعقد أبداً، فقد عين الحكام المدنيون نواب الأقاليم بحيث يكون عملهم مندوبين للإدارة المركزية.

## الخلفية
في البداية دعم بريمو دي ريفيرا ماأسماه «الإقليمية المفيدة»، وكلف بعد بضعة أيام من الانقلاب المجالس الإقليمية للباسك لوضع مشروع النظام الأساسي، فأتم مجلس مقاطعة غويبوسكوا المهمة حيث قدم الموافقة في نهاية ديسمبر 1923. ولكن مجلس مقاطعة بسكاي اعترض على ذلك فتم التخلي عن المشروع.
ثم أعلن بريمو دي ريفيرا في يوم 12 أكتوبر 1923 عن عزمه إلغاء «الإدارات الإقليمية ال 49 الصغيرة» واستبدالها ب 10 أو 12 أو 14 منطقة ممنوحة «كل ذلك في إطار وحدة الأرض التي يمكن منحها». وقد أكدت تلك السياسة مع العرض الذي قدمته الدكتاتورية إلى القوميين المحافظين الجاليك لمنظمة الجاليك الإقليمية مقابل التعاون مع سياسة النظام الدكتاتوري. وتلقى إقليمي فالنسيا وأراغون عرض مماثل. في مارس 1924 تمت الموافقة في سانتياغو دي كومبوستيلا على مشروع كومنولث الجاليك الذي صاغه فيسنتي ريسكو وأنطونيو لوسادا دييغيز، ولكن بحلول ذلك الوقت اختفى زخم الإقليمية عند الدكتاتورية.
في 13 يناير 1924 أمر بريمو دي ريفيرا بحل مجالس الأقاليم باستثناء مجالس الباسك ونافارا ذات الامتيازات، كما فعل مع البلديات قبل ثلاثة أشهر. فالحكام المدنيين -ومعظمهم من الضباط- هم المسؤولين عن تعيين الأعضاء الجدد في صفوف المهنيين والمساهمين الرئيسيين ومديري التعونيات والنقابات الثقافية والصناعية والمهنية. وبالمقابل كان على المجالس الجديدة الإبلاغ عن مشاكل العمل المكتشفة واقتراح سبل اصلاحها.
أثار تعيين نواب كاتالونيين إسبان وأغلبيتهم من الاتحاد الملكي الوطني في المناصب المهمة كما حدث في مجالس المدينة استياء أعضاء الرابطة الإقليمية والتي اعتقدت بنوايا بريمو دي ريفيرا الطيبة في البداية.
ثم عهد بريمو دي ريفيرا مهمة إصلاح النظام القانوني والإداري الذي سيحكم البلديات الجديدة إلى المحامي الشاب خوسيه كالفو سوتيلو وهو سياسي محافظ من يتبع أفكار المورية، الذي أصبح على رأس المديرية العامة للإدارة المحلية. فاستعان كالفو سوتيلو بفريق من الموريون واليمين الكاثوليكي أمثال خوسيه ماريا جيل روبلز، الذين عملوا معه في صياغة قانون البلديات لسنة 1924 والنظام الأساسي للأقاليم لسنة 1925.

## قانون النظام
ووفقاً لإدواردو غونزاليس كاليخا: فإن قانون النظام الأساسي للأقاليم الصادر في 21 مارس 1925 كان انعكاساً حقيقيا للتغير في موقف بريمو دي ريفيرا من دعمه السابق للإقليمية المفيدة إلى عدائه تجاه أي تهديد للقومية المركزية الإسبانية. وقد انعكس ذلك في المذكرة الرسمية التي رافقت إصدار النظام الأساسي للمقاطعات، حيث ورد ذكر كومنولث كاتالونيا مثال على الإقليمية التي أسيء فهمها.
قسم النظام الأساسي "إلى ثلاثة أجزاء تعاملت على التوالي مع التنظيم الإقليمي (المقاطعة، الحكام المدنيون، مجالس المقاطعات، إدارة المقاطعات، النظام القانوني الإقليمي والنظام الإداري لجزر الكناري) وحكومة المقاطعة (الميزانيات، الدخل حسب المقاطعة، رسوم ومحاسبة المقاطعات) وحكومة الإقليم، وشكل هذا الأخير بعنوان واحد. ويشير إدواردو غونزاليس كاليخا إلى أنه للمرة الأولى عُرِّف الإقليم بأنه إدارة محلية، أدت العملية الخجولة لإضفاء الصبغة الإقليمية على النقابات (أمام النظام المركزي السابق الصارم) كمعيار ذي أولوية للأداء الإداري.
وأوضح النظام الأساسي أن التنظيم الإقليمي اعتمد على البلديات، وأنه بامكانها تعديله بموافقة ثلث الكيانات المحلية وثلثي البلديات التي لديها ثلثا سكان الإقليم. وينتخب نصف نواب تنظيم الإقليم الذين خفضت أعدادهم ليصبح التفويض هيئة إدارية وليست نوعا من البرلمان بالاقتراع العام. اما النصف الآخر فيكون من أعضاء المجالس البلدية.
ونص النظام الأساسي أيضا على إنشاء مقاطعات، لكن عملية انشاؤها معقدة - فهي تتطلب موافقة ثلاثة أرباع البلديات المتأثرة وتمثل نفس نسبة الناخبين - وفي النهاية تعتمد على موافقة الحكومة التي تتوافق مع صياغة المسودة النهائية. وهذا ماأسماه إدواردو غونزاليس كاليخا:«الإقليمية من الأعلى».

## التطبيق
زاد النظام الأساسي من الاستقلال الإداري والمالي لمجالس المحافظات، رغم أن دخلها اعتمد على الضرائب التي تخصصها الدولة والموارد التي تخصصها البلديات. وبما أن الانتخابات المنصوص عليها في النظام الأساسي لم تُعقد أبداً، فقد عين الحكام المدنيون نواب المقاطعات، لذا فإن المفوضين عملوا وكأنهم مجرد ملحق للإدارة المركزية كما يقول غونزاليز كاليخا.